# TP-2.com
TP-2.com är ett musikalbum av R. Kelly. Det innehåller bland annat hit-låtarna I Wish, The Storm Is Over Now, Fiesta (remix) och Feelin' on Yo Booty.

## Låtlista
Alla låtar är skrivna av R. Kelly.
1. "TP-2" (2:18)
2. "Strip for You" (4:09)
3. "R&B Thug"
4. "The Greatest Sex"
5. "I Don't Mean It"
6. "Just Like That"
7. "Like a Real Freak" (feat. General)
8. "Fiesta" (feat. Jay-Z & Boo & Gotti)
9. "Don't You Say No"
10. "The Real R. Kelly (Interlude)"
11. "One Me"
12. "I Wish"
13. "A Woman's Threat"
14. "I Decided"
15. "I Mean (I Don't Mean It)"
16. "I Wish - Remix (To the Homies That We Lost)" (feat. Boo & Gotti)
17. "All I Really Want"
18. "Feelin' on Yo Booty"
19. "The Storm Is Over Now"